# Hypogastrura sensilis
Hypogastrura sensilis is een springstaartensoort uit de familie van de Hypogastruridae. De wetenschappelijke naam van de soort is voor het eerst geldig gepubliceerd in 1919 door Folsom.